# Иван Киселинов
Иван Христов Киселинов е български революционер, деец на Вътрешната македоно-одринска революционна организация и Вътрешната македонска революционна организация.

## Биография
Иван Киселинов е роден през 1889 година в град Охрид, тогава в Османската империя. Присъединява се към ВМОРО като легален деец, но през 1906 година е разкрит от турските власти и влиза в четата на Петър Чаулев. Участва в сражението при Сируля, при което е убит четникът Кузе от Льорека. През 1908 година цялата чета се легализира след Младотурската революция, но след 1910 година четата начело с Петър Чаулев отново излиза в нелегалност.
През 1913 година Иван Киселинов заминава за България, а по време на Първата световна война участва в партизанския отряд на Петър Чаулев. През 1915 година участва в клане на сръбски войници край Рамне.
След края на войната пристига повторно в България, но през 1919 година се връща в Охрид. Арестуван е от новите сръбски власти и прекарва 15 месеца в затвор. Заедно с други четирима затворници разбиват стената на затвора и бягат в Албания. Там прекарва 5 години в Елбасан и 15 в Поградец, като активно подпомага навлизането на чети на възстановената ВМРО. Дочаква освобождението на Вардарска Македония по време на Втората световна война и се завръща със семейството си в Охрид.